# فینال‌های ان‌بی‌ای ۱۹۸۶
فینال‌های ان‌بی‌ای ۱۹۸۶ مرحلهٔ قهرمانی اتحادیهٔ ملی بسکتبال (ان‌بی‌ای) در فصل ۸۶–۱۹۸۵ می‌باشد. در این مرحله، هیوستون راکتس به عنوان قهرمان کنفرانس غرب در برابر بوستون سلتیکس به عنوان قهرمان کنفرانس شرق قرار گرفت. این بازی تکرار فینال‌های ۱۹۸۱ بود (تنها آلن لیول و رابرت رید از تیم ۱۹۸۱ راکتس در این تیم همچنان باقی مانده بودند). این دومین و آخرین سری بازی‌های قهرمانی ان‌بی‌ای در دههٔ ۱۹۸۰ می‌باشد که بدون حضور لس آنجلس لیکرز به انجام رسیده‌است.
سلتیکس، راکتس را چهار بر دو شکست داد و شانزدهمین عنوان قهرمانی خود در رقابت‌های ان‌بی‌ای را به دست آورد. این قهرمانی، آخرین قهرمانی سلتیکس تا سال ۲۰۰۸ بود. لری برد به عنوان باارزش‌ترین بازیکن بازی‌های پایانی (ام‌وی‌پی) برگزیده شد.
این سری برای نخستین بار با نام رسمی «فینال‌های ان‌بی‌ای» برگزار شد چرا که مسئولین برگزاری مسابقات، نام پیشین این سری، «سری فینال‌های قهرمانی جهان ان‌بی‌ای» را که از آغاز برگزاری لیگ مورد استفاده قرار می‌گرفت را به کنار نهاده و این نام جدید را برای این سری انتخاب کردند. اگرچه سال‌ها بود که به صورت غیررسمی از نام «فینال‌های ان‌بی‌ای» استفاده می‌شد.

## پیش‌زمینه

### مسیر فینال
| #  | کنفرانس غرب           | کنفرانس غرب | کنفرانس غرب | کنفرانس غرب | کنفرانس غرب   |
| #  | تیم                   | برد         | باخت        | درصد برد    | بازی‌های پشت‌سر |
| -- | --------------------- | ----------- | ----------- | ----------- | ------------- |
| ۱  | c-لس آنجلس لیکرز      | ۶۲          | ۲۰          | ۰٫۷۵۶       | –             |
| ۲  | y-هیوستون راکتس       | ۵۱          | ۳۱          | ۰٫۶۲۲       | ۱۱            |
| ۳  | x-دنور ناگتس          | ۴۷          | ۳۵          | ۰٫۵۷۳       | ۱۵            |
| ۴  | x-دالاس ماوریکس       | ۴۴          | ۳۸          | ۰٫۵۳۷       | ۱۸            |
| ۵  | x-یوتا جاز            | ۴۲          | ۴۰          | ۰٫۵۱۲       | ۲۰            |
| ۶  | x-پورتلند تریل بلیزرز | ۴۰          | ۴۲          | ۰٫۴۸۸       | ۲۲            |
| ۷  | x-ساکرامنتو کینگز     | ۳۷          | ۴۵          | ۰٫۴۵۱       | ۲۵            |
| ۸  | x-سن آنتونیو اسپرز    | ۳۵          | ۴۷          | ۰٫۴۲۷       | ۲۷            |
|    |                       |             |             |             |               |
| ۹  | فینیکس سانز           | ۳۲          | ۵۰          | ۰٫۳۹۰       | ۳۰            |
| ۱۰ | لس آنجلس کلیپرز       | ۳۲          | ۵۰          | .۳۰٫۰       | ۳۰            |
| ۱۱ | سیاتل سوپرسانیکس      | ۳۱          | ۵۱          | ۰٫۳۷۸       | ۳۱            |
| ۱۲ | گلدن استیت واریرز     | ۳۰          | ۵۲          | ۰٫۳۶۶       | ۳۲            |

| #  | کنفرانس شرق             | کنفرانس شرق | کنفرانس شرق | کنفرانس شرق | کنفرانس شرق   |
| #  | تیم                     | برد         | باخت        | درصد برد    | بازی‌های پشت‌سر |
| -- | ----------------------- | ----------- | ----------- | ----------- | ------------- |
| ۱  | z-بوستون سلتیکس         | ۶۷          | ۱۵          | ۰٫۸۱۷       | –             |
| ۲  | y-میلواکی باکس          | ۵۷          | ۲۵          | ۰٫۶۹۵       | ۱۰            |
| ۳  | x-فیلادلفیا سونتی‌سیکسرز | ۵۴          | ۲۸          | ۰٫۶۵۹       | ۱۳            |
| ۴  | x-آتلانتا هاوکس         | ۵۰          | ۳۲          | ۰٫۶۱۰       | ۱۷            |
| ۵  | x-دیترویت پیستونز       | ۴۶          | ۳۶          | ۰٫۵۶۱       | ۲۱            |
| ۶  | x-واشینگتن بولتز        | ۳۹          | ۴۳          | ۰٫۴۷۶       | ۲۸            |
| ۷  | x-نیوجرسی نتس           | ۳۹          | ۴۳          | ۰٫۴۷۶       | ۲۸            |
| ۸  | x-شیکاگو بولز           | ۳۰          | ۵۲          | ۰٫۳۶۶       | ۳۷            |
|    |                         |             |             |             |               |
| ۹  | کلیولند کاوالیرز        | ۲۹          | ۵۳          | ۰٫۳۵۴       | ۳۸            |
| ۱۰ | ایندیانا پیسرز          | ۲۶          | ۵۶          | ۰٫۳۱۷       | ۴۱            |
| ۱۱ | نیویورک نیکس            | ۲۳          | ۵۹          | ۰٫۲۸۰       | ۴۴            |

### سری‌های فصل عادی
بوستون سلتیکس برندهٔ هر دو بازی سری فصل عادی شد:
| ۱۱ مارس ۱۹۸۶ |

|  |

| بوستون سلتیکس ۱۱۶, هیوستون راکتس ۱۰۴ |

| ۲۴ مارس ۱۹۸۶ |

|  |

| هیوستون راکتس ۱۰۷, بوستون سلتیکس ۱۱۴ |

## خلاصه سری
| بازی   | تاریخ           | تیم مهمان     | نتیجه         | تیم میزبان    |
| ------ | --------------- | ------------- | ------------- | ------------- |
| بازی ۱ | دوشنبه، ۲۶ مه   | هیوستون راکتس | ۱۰۰–۱۱۲ (۰–۱) | بوستون سلتیکس |
| بازی ۲ | پنج‌شنبه، ۲۹ مه  | هیوستون راکتس | ۹۵–۱۱۷ (۰–۲)  | بوستون سلتیکس |
| بازی ۳ | یکشنبه، ۱ ژوئن  | بوستون سلتیکس | ۱۰۴–۱۰۶ (۲–۱) | هیوستون راکتس |
| بازی ۴ | سه‌شنبه، ۳ ژوئن  | بوستون سلتیکس | ۱۰۶–۱۰۳ (۳–۱) | هیوستون راکتس |
| بازی ۵ | پنج‌شنبه، ۵ ژوئن | بوستون سلتیکس | ۹۶–۱۱۱ (۳–۲)  | هیوستون راکتس |
| بازی ۶ | یکشنبه، ۸ ژوئن  | هیوستون راکتس | ۹۷–۱۱۴ (۲–۴)  | بوستون سلتیکس |

### بازی ۱
| ۲۶ مه 3:00 pm EDT |

|  |

| هیوستون راکتس ۱۰۰, بوستون سلتیکس ۱۱۲                                  |  |                                                                            |
| امتیاز بر پایه وقت: ۲۸–۳۴, ۳۱–۲۷, ۱۷–۳۰, ۲۴–۲۱                        |  |                                                                            |
| امتیاز: حکیم اولاجوان ۳۳ ریباند: حکیم اولاجوان ۱۲ پاس : Robert Reid ۸ |  | امتیاز: لری برد، کوین مک‌هیل همگی ۲۱ ریباند: دنیس جانسون ۱۱ پاس: لری برد ۱۳ |
| بوستون پیشتاز سری، ۱–۰                                                |  |                                                                            |

### بازی ۲
| ۲۹ مه 9:00 pm EDT |

|  |

| هیوستون راکتس ۹۵, بوستون سلتیکس ۱۱۷                                              |  |                                                     |
| امتیاز بر پایه وقت: ۳۰–۳۱, ۲۰–۲۹, ۱۹–۳۴, ۲۶–۲۳                                   |  |                                                     |
| امتیاز: حکیم اولاجوان ۲۱ ریباند: حکیم اولاجوان ۱۰ پاس : رادنی مک‌کری، Reid همگی ۵ |  | امتیاز: لری برد ۳۱ ریباند: لری برد ۸ پاس: لری برد ۷ |
| بوستون پیشتاز سری، ۲–۰                                                           |  |                                                     |

### بازی ۳
| ۱ ژوئن 3:30 pm EDT |

|  |

| بوستون سلتیکس ۱۰۴, هیوستون راکتس ۱۰۶                      |  |                                                                      |
| امتیاز بر پایه وقت: ۲۹–۳۳, ۳۰–۲۹, ۲۵–۱۸, ۲۰–۲۶            |  |                                                                      |
| امتیاز: کوین مک‌هیل ۲۸ ریباند: لری برد ۱۵ پاس : لری برد ۱۱ |  | امتیاز: Ralph Sampson ۲۴ ریباند: Ralph Sampson ۲۲ پاس: Robert Reid ۹ |
| بوستون پیشتاز سری، ۲–۱                                    |  |                                                                      |

### بازی ۴
| ۳ ژوئن 9:00 pm EDT |

|  |

| بوستون سلتیکس ۱۰۶, هیوستون راکتس ۱۰۳                           |  |                                                                        |
| امتیاز بر پایه وقت: ۳۰–۳۰, ۳۳–۳۴, ۲۳–۲۱, ۲۰–۱۸                 |  |                                                                        |
| امتیاز: روبرت پاریش ۲۲ ریباند: روبرت پاریش ۱۵ پاس : لری برد ۱۰ |  | امتیاز: Ralph Sampson ۲۵ ریباند: حکیم اولاجوان ۱۴ پاس: Ralph Sampson ۹ |
| بوستون پیشتاز سری، ۳–۱                                         |  |                                                                        |

### بازی ۵
| ۵ ژوئن 9:00 pm EDT |

|  |

| بوستون سلتیکس ۹۶, هیوستون راکتس ۱۱۱                            |  |                                                                       |
| امتیاز بر پایه وقت: ۲۸–۲۶, ۱۹–۳۲, ۱۸–۲۸, ۳۱–۲۵                 |  |                                                                       |
| امتیاز: کوین مک‌هیل ۳۳ ریباند: کوین مک‌هیل ۸ پاس : Danny Ainge ۵ |  | امتیاز: حکیم اولاجوان ۳۲ ریباند: حکیم اولاجوان ۱۴ پاس: Robert Reid ۱۷ |
| بوستون پیشتاز سری، ۳–۲                                         |  |                                                                       |

### بازی ۶
| ۸ ژوئن 1:00 pm EDT |

|  |

| هیوستون راکتس ۹۷, بوستون سلتیکس ۱۱۴                                              |  |                                                      |
| امتیاز بر پایه وقت: ۲۳–۲۹, ۱۵–۲۶, ۲۳–۲۷, ۳۶–۳۲                                   |  |                                                      |
| امتیاز: حکیم اولاجوان ۲۱ ریباند: حکیم اولاجوان ۱۰ پاس : رادنی مک‌کری، Reid همگی ۵ |  | امتیاز: لری برد ۲۹ ریباند: لری برد۱۱ پاس: لری برد ۱۲ |
| بوستون برندهٔ سری، ۴–۲                                                            |  |                                                      |

## آمارهای بازیکنان
بوستون سلتیکس
| بازیکن          | GP | GS | MPG  | FG%   | 3FG%  | FT%   | RPG | APG | SPG | BPG | PPG  |
| --------------- | -- | -- | ---- | ----- | ----- | ----- | --- | --- | --- | --- | ---- |
| Danny Ainge     | ۶  | ۶  | ۳۵٫۵ | ۰٫۵۵۶ | ۰٫۵۰۰ | ۰٫۸۲۴ | ۳٫۵ | ۵٫۵ | ۲٫۵ | ۰٫۲ | ۱۴٫۵ |
| Larry Bird      | ۶  | ۶  | ۴۴٫۸ | ۰٫۴۸۲ | ۰٫۳۶۸ | ۰٫۹۳۹ | ۹٫۷ | ۹٫۵ | ۲٫۷ | ۰٫۳ | ۲۴٫۰ |
| Rick Carlisle   | ۳  | ۰  | ۲٫۷  | ۱٫۰۰۰ | ۰٫۰۰۰ | ۰٫۰۰۰ | ۰٫۰ | ۱٫۰ | ۰٫۰ | ۰٫۰ | ۲٫۰  |
| Dennis Johnson  | ۶  | ۶  | ۴۲٫۸ | ۰٫۴۲۰ | ۰٫۲۸۶ | ۰٫۸۲۱ | ۶٫۲ | ۵٫۳ | ۲٫۰ | ۰٫۳ | ۱۷٫۰ |
| Greg Kite       | ۶  | ۰  | ۵٫۰  | ۱٫۰۰۰ | ۰٫۰۰۰ | ۱٫۰۰۰ | ۱٫۰ | ۰٫۳ | ۰٫۲ | ۰٫۲ | ۱٫۰  |
| Kevin McHale    | ۶  | ۶  | ۴۰٫۲ | ۰٫۵۷۳ | ۰٫۰۰۰ | ۰٫۸۰۴ | ۸٫۵ | ۱٫۷ | ۰٫۸ | ۲٫۵ | ۲۵٫۸ |
| Robert Parish   | ۶  | ۶  | ۳۱٫۸ | ۰٫۴۱۸ | ۰٫۰۰۰ | ۰٫۵۰۰ | ۶٫۸ | ۱٫۰ | ۰٫۵ | ۲٫۲ | ۱۲٫۷ |
| Jerry Sichting  | ۶  | ۰  | ۱۴٫۲ | ۰٫۴۵۰ | ۰٫۰۰۰ | ۰٫۰۰۰ | ۰٫۸ | ۱٫۷ | ۰٫۰ | ۰٫۰ | ۳٫۰  |
| David Thirdkill | ۵  | ۰  | ۳٫۰  | ۰٫۲۰۰ | ۰٫۰۰۰ | ۰٫۵۰۰ | ۰٫۴ | ۰٫۲ | ۰٫۴ | ۰٫۰ | ۰٫۶  |
| Sam Vincent     | ۴  | ۰  | ۳٫۰  | ۰٫۱۸۲ | ۰٫۰۰۰ | ۰٫۰۰۰ | ۰٫۸ | ۰٫۰ | ۰٫۵ | ۰٫۰ | ۱٫۰  |
| Bill Walton     | ۶  | ۰  | ۱۹٫۵ | ۰٫۶۲۲ | ۰٫۰۰۰ | ۰٫۵۰۰ | ۶٫۷ | ۱٫۷ | ۰٫۵ | ۰٫۷ | ۸٫۰  |
| Scott Wedman    | ۱  | ۰  | ۲٫۰  | ۰٫۰۰۰ | ۰٫۰۰۰ | ۰٫۰۰۰ | ۰٫۰ | ۰٫۰ | ۰٫۰ | ۰٫۰ | ۰٫۰  |

هیوستون راکتس
| بازیکن            | GP | GS | MPG  | FG%   | 3FG%  | FT%   | RPG  | APG | SPG | BPG | PPG  |
| ----------------- | -- | -- | ---- | ----- | ----- | ----- | ---- | --- | --- | --- | ---- |
| Craig Ehlo        | ۴  | ۰  | ۲٫۵  | ۰٫۷۱۴ | ۰٫۰۰۰ | ۰٫۶۶۷ | ۰٫۵  | ۰٫۳ | ۰٫۵ | ۰٫۳ | ۳٫۰  |
| Steve Harris      | ۴  | ۰  | ۶٫۸  | ۰٫۴۱۷ | ۰٫۰۰۰ | ۰٫۴۰۰ | ۱٫۰  | ۰٫۰ | ۰٫۳ | ۰٫۸ | ۳٫۰  |
| Allen Leavell     | ۶  | ۰  | ۱۲٫۰ | ۰٫۳۸۲ | ۰٫۵۰۰ | ۰٫۸۰۰ | ۰٫۸  | ۳٫۰ | ۰٫۷ | ۰٫۰ | ۵٫۷  |
| Lewis Lloyd       | ۶  | ۶  | ۲۲٫۳ | ۰٫۳۸۰ | ۰٫۰۰۰ | ۰٫۸۰۰ | ۱٫۸  | ۲٫۸ | ۰٫۵ | ۰٫۲ | ۷٫۷  |
| Rodney McCray     | ۶  | ۶  | ۳۹٫۵ | ۰٫۵۸۸ | ۰٫۰۰۰ | ۰٫۷۰۶ | ۴٫۰  | ۴٫۰ | ۱٫۲ | ۰٫۸ | ۱۵٫۳ |
| Hank McDowell     | ۵  | ۰  | ۱٫۸  | ۰٫۶۶۷ | ۰٫۰۰۰ | ۰٫۶۶۷ | ۱٫۰  | ۰٫۶ | ۰٫۰ | ۰٫۰ | ۱٫۶  |
| Akeem Olajuwon    | ۶  | ۶  | ۴۰٫۲ | ۰٫۴۷۹ | ۰٫۰۰۰ | ۰٫۶۶۷ | ۱۱٫۸ | ۱٫۸ | ۲٫۳ | ۳٫۲ | ۲۴٫۷ |
| Jim Petersen      | ۶  | ۰  | ۲۲٫۷ | ۰٫۳۱۱ | ۰٫۰۰۰ | ۰٫۷۵۰ | ۷٫۲  | ۱٫۸ | ۰٫۷ | ۰٫۵ | ۵٫۲  |
| Robert Reid       | ۶  | ۶  | ۴۰٫۲ | ۰٫۴۲۰ | ۰٫۱۲۵ | ۰٫۹۱۷ | ۴٫۳  | ۸٫۷ | ۱٫۳ | ۰٫۰ | ۱۴٫۳ |
| Ralph Sampson     | ۶  | ۶  | ۳۲٫۲ | ۰٫۴۳۸ | ۰٫۰۰۰ | ۰٫۷۳۱ | ۹٫۵  | ۳٫۳ | ۱٫۰ | ۰٫۸ | ۱۴٫۸ |
| Granville Waiters | ۴  | ۰  | ۱٫۸  | ۱٫۰۰۰ | ۰٫۰۰۰ | ۰٫۰۰۰ | ۰٫۸  | ۰٫۰ | ۰٫۰ | ۰٫۵ | ۱٫۰  |
| Mitchell Wiggins  | ۶  | ۰  | ۲۲٫۲ | ۰٫۴۵۱ | ۰٫۰۰۰ | ۰٫۶۶۷ | ۳٫۷  | ۱٫۳ | ۰٫۸ | ۰٫۲ | ۸٫۳  |